# Klaus Augenthaler
Klaus Augenthaler (ur. 26 września 1957 w Fürstenzell, Bawaria)– piłkarz i trener niemiecki.
W latach osiemdziesiątych, Augenthaler należał do najlepszych i najbardziej znanych zawodników Europy. Piłkarz o pseudonimie „Auge” zawodowo związany był tylko z jednym klubem, monachijskim Bayernem. Występował tam na pozycji obrońcy, libero, sporadycznie jako defensywny pomocnik.
Obdarzony olbrzymim potencjałem, czasem nie do końca spełniał oczekiwania. Bywał chimeryczny. Wspaniałe mecze i cudowne zagrania przeplatał z nieporadnością i brakiem współpracy z partnerami. Te drugie na szczęście przydarzały mu się rzadziej.
Choć nie należał na boisku do wyjątkowych brutali, często bezpośrednie spotkanie z nim mogło skończyć się boleśnie. 23 listopada 1985, podczas meczu z Werderem Brema, ostro sfaulował napastnika gości, Rudiego Völlera. W wyniku poważnej kontuzji Völler pauzował przez pięć miesięcy. Wrócił do gry dopiero w przedostatniej kolejce.
Kilka wpadek, nieudanych meczów i lekkie wahania formy nie przeszkodziły Augenthalerowi zostać wielką gwiazdą, mającą stałe miejsce w panteonie sław Bayernu Monachium. Jego bramka strzelona z połowy boiska jesienią 1989 Eintrachtowi Frankfurt została wybrana golem lat osiemdziesiątych w RFN.
W reprezentacji zadebiutował 5 października 1983 w meczu z Austrią. Ówczesny selekcjoner Jupp Derwall nie miał jednak zbyt wielkiego przekonania do obrońcy Bayernu. W efekcie ominęły go Mistrzostwa Europy 1984. Większe uznanie zdobył u Franza Beckenbauera, następcy Derwalla. Grał częściej, choć też nie był wiodącą postacią. W owym czasie mówiono, iż Augenthaler dostaje powołania jedynie z uwagi na swoją przynależność klubową. Beckenbauer rzekomo miał mieć słabość do piłkarzy Bayernu Monachium.
Kluczową rolę w kadrze odegrał tylko raz: podczas włoskiego Mundialu w 1990 roku. Rozegrał wszystkie mecze. Spisał się dobrze i zamknął usta wszelkim malkontentom. Finał z Argentyną 8 lipca 1990 był jego ostatnim meczem w narodowych barwach.
Po mistrzostwach jego forma zaczęła drastycznie spadać. Choć nadal grał w podstawowym składzie monachijczyków, koniec zbliżał się dużymi krokami. W 1991 roku w półfinale Pucharu Mistrzów Bayern potykał się z mistrzem Jugosławii, Crveną Zvezdą Belgrad. Augenthaler, mimo dobrej gry, przyniósł Bayernowi pecha. W dziewięćdziesiątej minucie rewanżu, strzelił gola samobójczego, który wyeliminował niemiecką drużynę.
To postawiło kropkę nad i. Po skończonym sezonie Klaus zakończył karierę. Przez następnych sześć lat był asystentem kolejnych trenerów Bayernu, Juppa Heynckesa, Sørena Lerby, Ericha Ribbecka, Giovanni Trapattoniego i Otto Rehhagela. Od 1997 roku pracuje jako samodzielny trener.
Jako trener prowadził Grazer AK, 1. FC Nürnberg, Bayer 04 Leverkusen, VfL Wolfsburg, a od 2010 roku jest trenerem SpVgg Unterhaching.
Kariera zawodowa:
- 1975 – 1991 Bayern Monachium
- Liczba meczów w Bundeslidze: 404
- Liczba goli w Bundeslidze: 52
- Liczba meczów w reprezentacji: 27

Sukcesy:
- Mistrz świata: 1990
- Mistrz Bundesligi: 1980 1981 1985 1986 1987 1989 1990
- Puchar RFN: 1982 1984 1986
- Finał Pucharu Mistrzów: 1982 1987
- Awans do pierwszej ligi: 2001 (jako trener)
- Trener roku w Austrii: 1998